# Auxvasse (Misuri)
Auxvasse es una ciudad ubicada en el condado de Callaway en el estado estadounidense de Misuri. En el Censo de 2010 tenía una población de 983 habitantes y una densidad poblacional de 502,03 personas por km².

## Geografía
Auxvasse se encuentra ubicada en las coordenadas 39°1′3″N 91°53′44″O / 39.01750, -91.89556. Según la Oficina del Censo de los Estados Unidos, Auxvasse tiene una superficie total de 1.96 km², de la cual 1.96 km² corresponden a tierra firme y (0.13%) 0 km² es agua.

## Demografía
Según el censo de 2010, había 983 personas residiendo en Auxvasse. La densidad de población era de 502,03 hab./km². De los 983 habitantes, Auxvasse estaba compuesto por el 94.1% blancos, el 3.15% eran afroamericanos, el 1.32% eran amerindios, el 0.51% eran asiáticos, el 0% eran isleños del Pacífico, el 0.31% eran de otras razas y el 0.61% pertenecían a dos o más razas. Del total de la población el 1.12% eran hispanos o latinos de cualquier raza.